# ベトナム革新党
ベトナム革新党（ベトナムかくしんとう、ベトナム語：Việt Nam Canh tân Cách mạng Đảng / 越南更新革命黨）は、ベトナムの非合法政党。ベトナム共産党の一党独裁に反対し、民主化を主張している。ベトナム社会主義共和国当局からは「テロ組織」と認定されている。

## 概要
1982年9月10日にベトナム共和国海軍准将だったホアン・コ・ミンにより結成され、1982年から89年にかけて数百人のメンバーをベトナムに送り込んで共産党政府の転覆を企てている。なお創設者のホアンは1987年に仲間と共にベトナム潜入中にベトナム人民軍に待ち伏せされ死亡している。
2007年11月には反動の容疑で6人、武器の不法所持・使用容疑で2人が当局に拘束され、反体制のビラ約7,000枚や反体制ラジオの周波数・放送時間を記した1,000枚のロゴ入りラベルなどを押収された。
2014年に起きたベトナム反中デモに関して、ホーチミン市警察はベトタンが、越中関係の緊迫化により不安定になった群集心理を利用して引き起こしたものと結論付けた。2015年10月17日にはハティン省において女性活動家が拘束される事件が発生している。